# Trzęsienie ziemi w San Salvadorze (1986)
Trzęsienie ziemi w San Salvador (1986) – trzęsienie ziemi, które  wydarzyło się 10 października 1986 roku i którego epicentrum znajdowało się na terenie miasta San Salvador, stolicy Salwadoru. Wstrząs posiadał siłę ocenianą na 5,5 magnitudy. W wyniku zdarzenia śmierć poniosło około tysiąca osób, dziesięć tysięcy odniosło obrażenia, a dwieście tysięcy straciło dach nad głową.

## Zdarzenie i skutki
Trzęsienie nie należało do szczególnie silnych, jednak odznaczało się dużą płytkością hipocentrum – ognisko wstrząsu mieściło się zaledwie siedem kilometrów pod powierzchnią ziemi. Wibracje były szeroko odczuwalne także w sąsiedniej Gwatemali i Hondurasie.
W wyniku trzęsienia ziemi, zniszczony został m.in. szpital dziecięcy oraz bazar miejski. Poważnym uszkodzeniom uległ również gmach ambasady Stanów Zjednoczonych, który kilka tygodni później wyburzono. Drgania podłoża spowodowały też zejście osuwisk ze zboczy wzgórz otaczających miasto.
Znaczna liczba ofiar śmiertelnych spowodowana była faktem, że trzęsienie nastąpiło w godzinach lokalnego szczytu komunikacyjnego (o godz. 11:49), gdy większość mieszkańców miasta powracała z pracy do domów.